# Гаркуша, Сергей Владимирович
Сергей Владимирович Гаркуша (род. 2 июня 1971, Киев) — советский и украинский хоккеист, защитник.

## Биография
Начинал играть во второй советской лиге в сезоне 1989/90 за киевскую ШВСМ. В сезонах 1991/92 — 1995/96 выступал в чемпионате СССС/СНГ и МХЛ за «Сокол» Киев. Два сезона провёл в «Торпедо» Нижний Новгород. Перед сезоном 1998/99 перешёл в петербургский СКА. В конце года был выставлен на трансфер, после окончания сезона вернулся в «Сокол». Затем Гаркушу пригласил главный тренер испанского клуба «Хака» Сергей Земченко. За шесть лет Гаркуша выиграли три чемпионата Испании и три Кубка Короля. Остался работать директором детской спортивной школы «Хаки». Старший сын Иван (род. 2005) — игрок «Хаки», участник юниорского чемпионата мира 2022 во втором дивизионе в составе сборной Испании.
В составе сборной Украины участник квалификации группы C чемпионата мира 1993 года, группы C1 1994 года, группы С 1996 года, группы С 1997 года.